# Campionat d'Espanya de trial 1981
La temporada de 1981 del Campionat d'Espanya de trial fou la 14a edició d'aquest campionat, organitzat per la Reial Federació Motociclista Espanyola. El calendari oficial constava d'11 proves puntuables. 7 de les proves programades es disputaren als Països Catalans: Trial del Vallès (la primera el 22 de març), Trial de Primavera (5 d'abril), Trial de València, Trial de Lleida, Trial de Girona, Trial d'Ibi i Trial de Castelló de la Plana.

## Classificació final
| Posició | Pilot             | Motocicleta | Punts |
| ------- | ----------------- | ----------- | ----- |
| 1       | Toni Gorgot       | OSSA        | 134   |
| 2       | Manuel Soler      | Montesa     | 116   |
| 3       | Jaume Subirà      | Fantic      | 110   |
| 4       | Pere Ollé         | Montesa     | 88    |
| 5       | Josep Jo          | Bultaco     | 63    |
| 6       | Joaquim Abad      | OSSA        | 46    |
| 7       | Albert Juvanteny  | OSSA        | 45    |
| 8       | Miquel Cirera     | Montesa     | 27    |
| 9       | Quico Payà        | OSSA        | 27    |
| 10      | Papitu Casademunt | Bultaco     | 25    |

## Categories inferiors

### Trofeu Sènior
| Posició | Pilot            | Motocicleta | Punts |
| ------- | ---------------- | ----------- | ----- |
| 1       | Lluís Gallach    | Montesa     | ?     |
| 2       | Marcel·lí Corchs | Mecatecno   | ?     |
| 3       | ?                | ?           | ?     |

### Copa Júnior
| Posició | Pilot           | Motocicleta | Punts |
| ------- | --------------- | ----------- | ----- |
| 1       | José María Juan | Montesa     | ?     |
| 2       | ?               | ?           | ?     |
| 3       | ?               | ?           | ?     |